# Elfrida (ópera)
Elfrida es una tragedia per musica en dos actos con música del compositor Giovanni Paisiello y libreto en italiano de Ranieri de' Calzabigi. Se estrenó el 4 de noviembre de 1792 en el Teatro de San Carlos de Nápoles.
Antes de las dos óperas sobre texto de Calzabigi, Elfrida se caracteriza por el reparto no usual de todas las partes solistas de los personajes principales.